# Футболна федерация на Чад
Футболната федерация на Чад (на френски Fédération Tchadienne de Football) е ръководният орган на футбола в Чад. Тя включва всички чадски футболни отбори и организира вътрешното първенство на страната. Освен това организира и мачовете на националния отбор.